# Juan Cano Ballesta
Juan Cano Ballesta', escritor e professor universitário sobre assuntos culturais da Espanha, nasceu en Rincón de Beniscornia (Murcia) em 1932. Especialista em literatura espanhola do século XX, en particular sobre poesía. 
Juan Cano Ballesta estudou filologia românica  na Ludwig-Maximilians-Universität em Munique entre 1956 e 1961, é titular da cadeira na Commonwealth Professor of Spanish na Universidade da Virgínia, em Charlottesville, centro em que realiza algumas funções de gestão como diretor do departamento de espanhol, italiano e português e diretor de pós-graduação. Desde 2001 é Professor emérito na Universidade da Virgínia.
É considerAdo uma referência obrigatória para a compreensão da poesia de língua espanhola contemporânea.

## Obras
- Die Dichtung des Miguel Hernández, Eine stilistische Untersuchung. Madrid: Imprenta F. Walter, 1962.
- La poesía de Miguel Hernández. Madrid: Editorial Gredos, 1ª ed. 1962. Reimpresión de la segunda edición 1978.
- La poesía española entre pureza y revolución (1930‑1936). Madrid: Editorial Gredos, 1972.
- Literatura y tecnología: Las letras españolas ante la revolución industrial (1900‑1933). Madrid: Editorial Orígenes, 1981.
- Las estrategias de la imaginación (Utopías literarias y retórica política bajo el franquismo). Madrid: Siglo XXI de España Editores, 1994.
- La poesía española entre pureza y revolución (1920-1936). Madrid: Siglo XXI de España Editores, 1996.
- Literatura y tecnología. Las letras españolas ante la revolución industrial (1890-1940), Valencia: Pre-Textos, 1999.
- Nuevas voces y viejas escuelas en la poesía española (1970-2005). Granada: Editorial Atrio, 2007.
- La imagen de Miguel Hernández (Iluminando nuevas facetas). Madrid: Ediciones de la Torre, 2008.

## Ediciones
- El hombre y su poesía, Miguel Hernández. Madrid: Ediciones Cátedra, 1989.
- Nuevas amistades, Juan García Hortelano. Madrid, Taurus Ediciones, 1991.
- Poesía española reciente (1980-2000). Madrid: Ediciones Cátedra, 2001.
- Artículos, Mariano José de Larra. Barcelona: Nuevas Ediciones de Bolsillo (Random House Mondadori), 2002.
- La mentira de las sombras. Crítica cinematográfica publicada en Romance, revista popular hispanoamericana, Juan Gil-Albert. Valencia: Pre-Textos, 2003.